# إبراهيم إينيكي
إبراهيم إينيكي هو فنان إندونيسي، ولد في 1976.